# ادامه بده، جک
ادامه بده، جک (انگلیسی: Keep It Up, Jack) یک فیلم کمدی سکسی به کارگردانی درک فورد است که در سال ۱۹۷۴ منتشر شد. از بازیگران آن می‌توان به مارک جونز، سو لانگهرست و فرانک تورنتون اشاره کرد

## داستان
جک جیمز، هنرمند ناموفق سالن‌های موسیقی و بازیگر بدل‌پوش، پس از مرگ عمه‌اش که یک کاباره‌دار بود، مالک آن کاباره می‌شود. او تصمیم می‌گیرد با لباس و رفتار عمه‌اش نقش او را بازی کند تا کسب‌وکار را حفظ کند و بتواند مشتریان زن کاباره را جذب کند. این زندگی دوگانه جک باعث ایجاد موقعیت‌های طنزآمیز، بغرنج و پرچالش می‌شود.